# Necrópole da Abóbada
A Necrópole da Abóbada, oficialmente designada como Abóbada 1, é um antigo monumento funerário, situado na freguesia de Aldeia dos Fernandes, no concelho de Almodôvar, em Portugal. A área em que se encontra pertenceu anteriormente à freguesia de Gomes Aires, igualmente no concelho de Almodôvar.

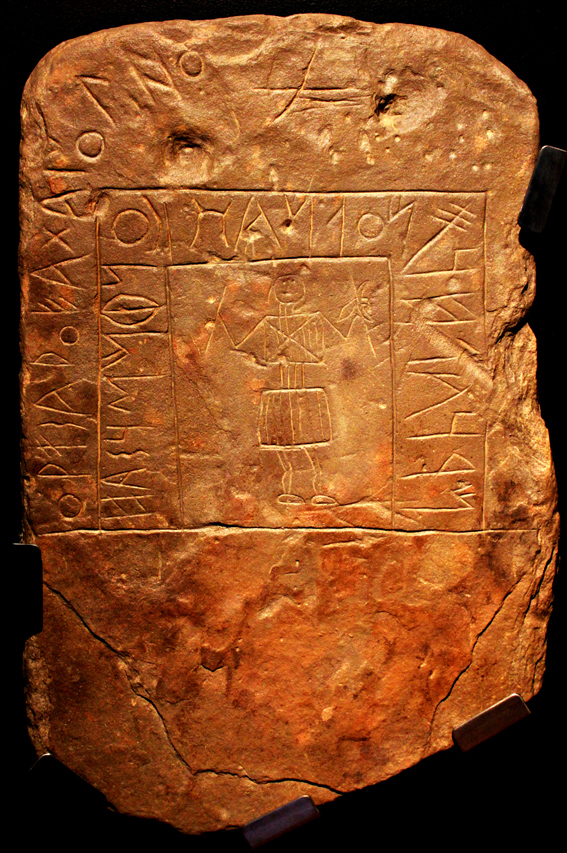
Estela encontrada no local, conhecida como Estela da Abóbada.

## História e descrição
Consiste numa antiga necrópole, situada numa plataforma de pequenas dimensões, próxima do Rio Mira. Apesar da estrutura em si ter sido destruída, restaram alguns elementos, como blocos de quartzo e fragmentos em xisto azul, que foram deslocados do sítio original. Era composta por pelo menos três sepulturas, todas inseridas numa área quadrada de 3x3 m.
Em termos de espólio, foi recolhida uma ponta de uma lança e um conto em ferro, tendo a sepultura em si contido uma urna funerária em cerâmica, com cinzas. Destaca-se a descoberta no local de duas estelas, uma das quais estava a ser reutilizada como tampa de uma urna de incineração, datada da segunda Idade do Ferro. Esta estela, em xisto grauvático de tons castanhos, tinha uma inscrição com caracteres de origem ibérica, em forma de U, rodeando uma figura central de um guerreiro, com armas e armadura. A segunda estela é em xisto de tons cinzentos.
Nas imediações foram encontrados os vestígios de uma segunda necrópole, classificada como Abóbada 4, que também era composta por elementos de quartzo e xisto.
De acordo com os vestígios encontrados no local, o local terá sido ocupado durante as primeira e segunda Idades do Ferro. O monumento foi destruído na época contemporânea, devido a movimentos feitos com recurso a máquinas agrícolas. Uma das lápides foi descoberta em 7 de Fevereiro de 1972, durante trabalhos agrícolas, tendo-se constatado que estava a ser utilizada como tampa para uma urna funerária em cerâmica, contendo cinzas. A sepultura foi estudada por Maria Manuela Alves Dias e Luís Coelho, que encontraram outros dois monumentos funerários nas proximidades. Devido à condição frágil em encontravam os fragmentos da urna, e ao elevado grau de humidade dos terrenos, resolveu-se deixar no local a estrutura em si e o espólio ainda não removido, tendo o monumento sido coberto por uma camada de areia. O local foi depois alvo de trabalhos arqueológicos em 1993, 1999, 2008, 2010 e 2011.